# Antoine Escoffier
Antoine Escoffier (ur. 29 lutego 1992 w Le Pont-de-Beauvoisin) – francuski tenisista.

## Kariera tenisowa
W karierze zwyciężył w trzynastu singlowych oraz siedmiu deblowych turniejach rangi ITF.
W rankingu gry pojedynczej najwyżej był na 183. miejscu (20 lutego 2023), a w klasyfikacji gry podwójnej na 415. pozycji (6 stycznia 2020).